# Australijska Formuła 1
Australijska Formuła 1, Australian National Formula 1 – rozgrywana w ramach Australian Drivers' Championship seria wyścigowa, która była organizowana w latach 1970–1983.

## Historia

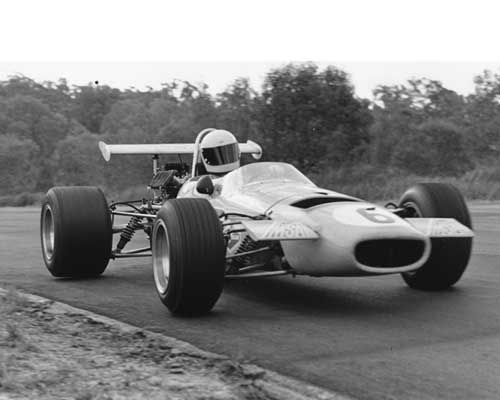
Max Stewart podczas wyścigu Governors Trophy 1971

Seria została utworzona w 1970 roku jako następca Australian National Formula. Jej zwycięzca otrzymywał nagrodę Gold Star i zostawał mistrzem Australii w wyścigach samochodowych. Mimo nazwy Australijska Formuła 1 nie miała nic wspólnego z międzynarodową Formułą 1. W pierwszym sezonie dopuszczono stosowanie silników o pojemności do 2,5 litra. Od 1971 roku przepisy dozwalały na używanie samochodów z dwulitrowymi silnikami wyścigowymi bądź pięciolitrowymi silnikami produkcyjnymi (jak w Formule 5000). Jednakże pod koniec sezonu 1972 już wszyscy kierowcy korzystali z jednostek pięciolitrowych. W 1979 roku do mistrzostw dopuszczono samochody według przepisów Formuły Pacific, a rok później – międzynarodowej Formuły 1. Od sezonu 1982 w Australijskiej Formule 1 mogły uczestniczyć wyłącznie samochody Formuły Pacific.
Seria była rozgrywana do 1983 roku, po czym zastąpiono ją Formułą Mondial.

## Mistrzowie
| Sezon | Kierowca         | Zespół                         | Samochód                         |
| ----- | ---------------- | ------------------------------ | -------------------------------- |
| 1970  | Leo Geoghegan    | Geoghegans Sporty Cars         | Lotus 39-Repco Lotus 59B-Waggott |
| 1971  | Max Stewart      | Max Stewart Motors             | Mildren-Waggott                  |
| 1972  | Frank Matich     |                                | Matich A50-Repco Holden          |
| 1973  | John McCormack   | Ansett Team Elfin              | Elfin MR5-Repco Holden           |
| 1974  | Max Stewart      |                                | Lola T330-Chevrolet              |
| 1975  | John McCormack   | Ansett Racing Team             | Elfin MR6-Repco Holden           |
| 1976  | John Leffler     | Grace Bros Racing              | Lola T400-Chevrolet              |
| 1977  | John McCormack   |                                | McLaren M23-Leyland              |
| 1978  | Graham McRae     |                                | McRae GM3-Chevrolet              |
| 1979  | Johnnie Walker   |                                | Lola T332-Chevrolet              |
| 1980  | Alfredo Costanzo | Porsche Distributors           | Lola T430-Chevrolet              |
| 1981  | Alfredo Costanzo | Porsche Cars Australia         | McLaren M26-Chevrolet            |
| 1982  | Alfredo Costanzo | Porsche Cars Australia Pty Ltd | Tiga FA81-Ford                   |
| 1983  | Alfredo Costanzo |                                | Tiga FA81-Ford                   |